# Campionati mondiali juniores di bob 2007
I Campionati mondiali juniores di bob 2007, ventunesima edizione della manifestazione organizzata dalla Federazione Internazionale di Bob e Skeleton, si sono disputati dall'8 all'11 febbraio 2007 ad Altenberg, in Germania, sulla Rennschlitten- und Bobbahn Altenberg, il tracciato dove si svolsero le rassegne iridate juniores del 1997 e del 1999 (per le sole specialità maschili). La località sassone situata al confine con la Repubblica Ceca ha quindi ospitato le competizioni mondiali di categoria  per la terza volta nel bob a due uomini e nel bob a quattro e per la prima nel bob a due donne.

## Risultati

### Bob a due uomini
La gara si è disputata l'8 febbraio 2007 nell'arco di due manches ed hanno preso parte alla competizione 22 compagini in rappresentanza di 11 differenti nazioni.
| Pos. | Atleti                             | Nazione    | Tempo   | Distacco |
| ---- | ---------------------------------- | ---------- | ------- | -------- |
|      | Maximilian Arndt Alexander Rödiger | Germania-1 | 1:53.16 |          |
|      | Oliver Harraß Lucas Kuske          | Germania-2 | 1:53.30 | +0.14    |
|      | Dmitrij Abramovič Roman Orešnikov  | Russia-1   | 1:53.53 | +0.37    |
| 4    | Nicolae Istrate Dănuţ Dovalciuc    | Romania-1  | 1:53.59 | +0.43    |
| 5    | Manuel Machata Alex Mann           | Germania-3 | 1:53.64 | +0.48    |
| ...  | ...                                | ...        | ...     | ...      |

### Bob a due donne
La gara si è disputata l'8 febbraio 2007 nell'arco di due manches ed hanno preso parte alla competizione 7 compagini in rappresentanza di 6 differenti nazioni.
| Pos. | Atleti                                | Nazione       | Tempo   | Distacco |
| ---- | ------------------------------------- | ------------- | ------- | -------- |
|      | Sabina Hafner Cora Huber              | Svizzera-1    | 1:58.27 |          |
|      | Kaillie Simundson Jaime Cruickshank   | Canada-1      | 1:58.37 | +0.10    |
|      | Lisa Szabon Karlyn Serby              | Canada-2      | 1:58.50 | +0.23    |
| 4    | Esmé Kamphuis Fleur Ondersteun        | Paesi Bassi-1 | 1:58.99 | +0.72    |
| 5    | Anastasija Skulkina Ljudmila Udobkina | Russia-1      | 1:59.02 | +0.75    |
| ...  | ...                                   | ...           | ...     | ...      |

### Bob a quattro
La gara si è disputata l'11 febbraio 2007 nell'arco di due manches ed hanno preso parte alla competizione 10 compagini in rappresentanza di 7 differenti nazioni.
| Pos. | Atleti                                                             | Nazione    | Tempo   | Distacco |
| ---- | ------------------------------------------------------------------ | ---------- | ------- | -------- |
|      | Dmitrij Abramovič Roman Orešnikov Dmitrij Trunenkov Jurij Selichov | Russia-1   | 1:50.58 |          |
|      | Maximilian Arndt Lucas Kuske René Tiefert Peter Tiefert            | Germania-1 | 1:50.91 | +0.33    |
|      | Manuel Machata Alex Mann Florian Becke Michail Makarow             | Germania-2 | 1:50.93 | +0.35    |
| 4    | Nico Oetzel Nils Böhm Christian Friedrich Sascha Schelter          | Germania-3 | 1:51.47 | +0.89    |
| 5    | Nicolae Istrate Mircea Nicolescu Ionuț Andrei Dănuţ Dovalciuc      | Romania-1  | 1:51.57 | +0.99    |
| ...  | ...                                                                | ...        | ...     | ...      |

## Medagliere
| Posizione | Nazione  | Oro | Argento | Bronzo | Totale |
| --------- | -------- | --- | ------- | ------ | ------ |
| 1         | Germania | 1   | 2       | 1      | 4      |
| 2         | Russia   | 1   | 0       | 1      | 2      |
| 3         | Svizzera | 1   | 0       | 0      | 1      |
| 3         | Canada   | 0   | 1       | 1      | 2      |
| Totale    | Totale   | 3   | 3       | 3      | 9      |